# Давидова Ірина Миколаївна
Ірина Миколаївна Дави́дова (нар. 15 травня 1921, Київ — пом. 30 січня 2006, Нюрнберг) — український театрознавець, кандидат філологічних наук. Лауреат премії Спілки театральних діячів України. Мати мистецтвознавця Віктора Давидова.

## Біографія
Народилася 15 травня 1921 року в місті Києві (нині Україна). 1943 року закінчила Томський педагогічний інститут. Під час німецько-радянської війни виступала з лекціями про літературу та мистецтво на фронті, згодом — в усіх регіонах України.
Працювала викладачем в Київській консерваторії; у видавництві «Українська енциклопедія», Інституті мистецтвознавства, фольклористики та етнології імені Максима Рильського АН УРСР в Києві; театральним оглядачем газети «Правда Украины».
З 1999 року мешкала у Німеччині. Померла в Нюрнберзі 30 січня 2006 року.

## Праці
Авторка досліджень з історії російських театрів в Україні. Серед праць:
- «Малі форми драматургії» (Київ, 1966);
- «Шукання і звершення: Драматургія Олександра Левади на сцені» (Київ, 1970);
- «З думою про народ: На сцені — драматургія Михайла Стельмаха» (Київ, 1973);
- «Театр боевой славы» (Київ, 1975);
- «В созвездии братских культур: Русские театры на Украине, 1917—1983» (Київ, 1983);
- «Ярослав Геляс» (Київ, 1986);
- «Театр шахтарського краю» (1990);
- «Театр над Латорицей» (Ужгорож, 1991).